# Andrea Tiberi
Andrea Tiberi (Torino, 15 novembre 1985) è un mountain biker italiano.
Specialista del cross country, nel 2015 vince il titolo nazionale Elite battendo Daniele e Luca Braidot. L'anno dopo viene convocato per la gara di cross country dei Giochi olimpici di Rio de Janeiro, nella quale ottiene la diciannovesima posizione finale, secondo degli italiani dopo Luca Braidot (settimo).

## Palmarès
- 2007

1ª prova Internazionali d'Italia XC-MTB, Cross country (Sinnai)
Campionati italiani, Cross country Under-23
- 2008

3ª prova Coupe de France VTT, Cross country (Oz-en-Oisans)
- 2015

Campionati italiani, Cross country Elite